# تایلر پوزی
تایلر پوزی (به انگلیسی: Tyler Posey) (زادهٔ ۱۸ اکتبر۱٩٩١) بازیگر و موسیقی‌دان اهل آمریکا است. وی به واسطهٔ نقش اسکات مک‌کال در مجموعهٔ تلویزیونی تین ولف از برنامهٔ شبکهٔ ام‌تی‌وی به شهرت رسید.

## اوایل زندگی
پوزی در سنتا مونیکا، کالیفرنیا به دنیا آمد. او پسر نویسنده و بازیگر جان پوزی و سیندی ترسی گارسیا است. او در سانتا کلاریتا، کالیفرنیا بزرگ شد. مادر او در مجموعهٔ تلویزیونی تین ولف با نام ملیسا پونزیو گفت: «من تجربهٔ لذت‌بخش ملاقات پدر و مادر او را داشتم و او ترکیبی کامل از این دو است.»  همچنین دو برادر دارد.
مادر او، یک مکزیکی‌تبار، به علت سرطان سینه در دسامبر ۲۰۱۴ درگذشت. فصل ۵ سریال تین ولف به خاطرات او اختصاص داده شده‌است.

## زندگی شخصی
او پس از ده سال رابطه در سال ۲۰۱۳ با دوست دوران کودکیش نامزد کرد و در همان سال از هم جدا شدند.
در اکتبر سال ۲۰۲۰، پوزی فاش کرد که قبلاً با مردان هم در رابطه بوده‌است و دوست ندارد بر خود برچسبی بزند. او در مصاحبه‌ای با Sirius XM گفت: «من از این که می‌خواستم خودم آشکارسازی کنم و صادق باشم تحت تأثیر قرار گرفته‌ام. من می‌دانم که بسیاری از بچه‌ها به من نگاه می‌کنند و من می‌خواهم از این انگ خلاص شوم.» در ژوئیه سال ۲۰۲۱، پوزی به عنوان یک کوئیر و سیال جنسی آشکارسازی کرد.

## شغل
پوزی به‌طور پیوسته در فیلم و تلویزیون کار کرده‌است. در فوریهٔ ۲۰۰۲، او در فیلم تلفات جانبی ظاهر شد. در دسامبر همان سال، او نقش پسر جنیفر لوپز را در فیلم رمانتیک-کمدی خدمتکاری در منهتن بازی کرد. او برای نقش جیکوب بلک در مجموعهٔ فیلم‌های گرگ و میش به‌طور آزمایشی انتخاب شد اما این نقش را از دست داد و دوستش تیلور لاتنر انتخاب شد.